# Lilla Nycklamosstärnen
Lilla Nycklamosstärnen är en sjö i Askersunds kommun i Närke och ingår i Motala ströms huvudavrinningsområde.